# Matthew H. Carpenter
Matthew H. Carpenter (Moretown, 1824. december 22. – Washington, 1881. február 24.) az Amerikai Egyesült Államok szenátora (Wisconsin, 1869–1875 és 1879–1881).